# Troféu Gianfranco Bianchin
O Troféu Gianfranco Bianchin é uma corrida de ciclismo italiana disputada em Ponzano Veneto, na província de Treviso. Faz parte do UCI Europe Tour de 2005 a 2012, em categoria 1.2. É portanto aberta às equipas continentais profissionais italianas, às equipas continentais, a equipas nacionais e a equipas regionais ou de clubes. Os UCI ProTeams (primeira divisão) não podem  participar. Desde 2013, a corrida está reservada aos amadores.

## Palmarés
| Ano  | Ganhador             | Segundo              | Terceiro            |
| ---- | -------------------- | -------------------- | ------------------- |
| 1970 | Pietro Poloni        |                      |                     |
| 1971 | Gino Chies           |                      |                     |
| 1972 | Nereo Bazzan         |                      |                     |
| 1973 | Giampaolo Flamini    |                      |                     |
| 1974 | Ruggero Gialdini     |                      |                     |
| 1975 | Giuseppe Martinelli  |                      |                     |
| 1976 | Ermenegildo Da Re    |                      |                     |
| 1977 | Fiorenzo Favero      |                      |                     |
| 1978 | Claudio Pettinà      |                      |                     |
| 1979 | Giuseppe Petito      |                      |                     |
| 1980 | Giovanni Moro        |                      |                     |
| 1981 | Claudio Argentino    |                      |                     |
| 1982 | Ezio Moroni          |                      |                     |
| 1983 | Mario Condolo        |                      |                     |
| 1984 | Enrico Pezzetti      |                      |                     |
| 1985 | Luigi Furlan         |                      |                     |
| 1986 | Giorgio Furlan       |                      |                     |
| 1987 | Carlo Finco          |                      |                     |
| 1988 | Desiderio Volaterl   | Gianluca Zanini      | Valentino Guerra    |
| 1989 | Marco Masetti        | Mirko Bruschi        | Carlo Benigni       |
| 1990 | Stefano Guerrini     | Valentino Guerra     | Wladimir Belli      |
| 1991 | Giuseppe Guerini     | Alessandro Bertolini | Carlo Colbacchini   |
| 1992 | Alessandro Bertolini | Gian Matteo Fagnini  | Mauro Bettin        |
| 1993 | Stefano Checchin     | Alessandro Bertolini | Mauro Bettin        |
| 1994 | Gianluca Pianegonda  | Peter Luttenberger   | Andrea Dolci        |
| 1995 | Stefano Faustini     | Giuliano Figueres    | Andrea Zatti        |
| 1996 | Emanuele Lupi        | Gianluca Tonetti     | Stefano Finesso     |
| 1997 | Giuliano Figueres    | Salvatore Commesso   | Roberto Ferrario    |
| 1998 | Massimo Cigana       | Ivan Basso           | Fabio Marchesin     |
| 1999 | Leonardo Giordani    | Paolo Tiralongo      | Maurizio Vandelli   |
| 2000 | Giampaolo Caruso     | Yaroslav Popovych    | Luca Barattero      |
| 2001 | Luca Barattero       | Alexandr Kolobnev    | Alessandro Bertuola |
| 2002 | Luca Solari          | Alexandr Arekeev     | Emanuele Sella      |
| 2003 | Giovanni Visconti    | Roman Radchenko      | Alessandro Ballan   |
| 2004 | Paul Crake           | Mauro Da Dalto       | Davide Viganò       |
| 2005 | Matteo Priamo        | Matic Strgar         | Alexander Efimkin   |
| 2006 | Matic Strgar         | Jura Kocjan          | David Tratnik       |
| 2007 | Americo Novembrini   | Julián Atehortúa     | Alessandro Bisolti  |
| 2008 | Robert Vrečer        | Anatoliy Kashtan     | Matic Strgar        |
| 2009 | José Bone            | Gianluca Brambilla   | Yegor Dementyev     |
| 2010 | Robert Vrečer        | Fabio Aru            | Pierre Paolo Penasa |
| 2011 | Moreno Moser         | Patrick Facchini     | Vincenzo Ianniello  |
| 2012 | Kristian Sbaragli    | Pietro Tedesco       | Luka Mezgec         |
| 2013 | Andrea Toniatti      | Gianluca Leonardi    | Daniele Cavasin     |
| 2014 | Davide Gomirato      | Daniele Cavasin      | Paolo Totò          |
| 2015 | Rino Gasparrini      | Marco Maronese       | Xhuliano Kamberaj   |
| 2016 | Michael Bresciani    | Gianluca Milani      | Stepan Kurianov     |
| 2017 | Luca Mozzato         | Nicolò Rocchi        | Francesco Romano    |
| 2018 | Tadej Pogačar        | Andrea Bagioli       | Clément Champoussin |
| 2019 | Francesco Di Felice  | Anthony Jullien      | Martin Marcellusi   |